# Gisella Sofio
Gisella Sofio (Milán, 19 de febrero de 1931-Roma, 27 de enero de 2017) fue una actriz italiana.

## Biografía
Nacida en Milán, hija de un conde anglo-egipcio, comenzó su carrera a los 16 años en la revista Il Tevere blu, tiempo durante el cual, al final de uno de sus shows, al que habían asistido tanto el comediante italiano Totò como el director de cine estadounidense Orson Welles, ambos hombres se dirigieron a su camerino para ficharla para sus respectivos proyectos. En 1951 comenzó su carrera como actriz en la película Accidenti alle tasse!!, de Mario Mattoli. Desde entonces tuvo una prolífica carrera, dividida entre el teatro —participó en numerosas obras, entre ellas el musical Enrico '61 de Garinei y Giovannini—, el cine —trabajó con directores como Vittorio De Sica, Luigi Comencini, Michelangelo Antonioni y Pupi Avati, en películas tales como Er fattaccio (1952), Femmine di lusso (1960), Gordon, ill pirata nero (1961), L'insegnante viene a casa (1978), y Gian Burrasca (1982), entre otros— y la televisión —trabajó para Carosello y en numerosos programas de variedades televisivos, pero también con Cochi y Renato en la ficción Nebbia in Valpadana—.
Murió el 27 de enero de 2017 en Roma a la edad de 85 años.

## Filmografía
- Accidenti alle tasse!! (1951)
- Il padrone del vapore (1951)
- Il microfono è vostro (1951)
- Viva il cinema! (1952)
- Buongiorno, elefante! (1952)
- Er fattaccio (1952)
- Viva la rivista! (1953)
- La signora senza camelie (1953)
- Cronaca di un delitto (1953)
- Una donna prega (1953)
- Sul ponte dei sospiri (1953)
- Rascel-Fifì (1957)
- Ballerina e Buon Dio (1958)
- Via col... paravento (1958)
- Caporale di giornata (1958)
- Il nemico di mia moglie (1959)
- Destinazione Sanremo (1959)
- Quel tesoro di papà (1959)
- La cento chilometri (1959)
- I mafiosi (1959)
- Spavaldi e innamorati (1959)
- Perfide ma... belle (1958)
- Femmine di lusso (1960)
- A qualcuna piace calvo (1960)
- Gordon, il pirata nero (1961)
- Lo smemorato di Collegno (1962)
- L'assassino si chiama Pompeo (1962)
- Gli amanti latini, episodio Il telefono consolatore (1965)
- Vacanze sulla neve (1966)
- La vuole lui... lo vuole lei (1967)
- Storia di una donna (1970)
- La ragazza del prete (1970)
- La liceale (1975)
- L'insegnante viene a casa (1978)
- L'insegnante al mare con tutta la classe (1980)
- Voltati Eugenio (1980)
- Gian Burrasca (1982)
- Italiani a Rio (1987)
- Caino e Caino (1993)
- Peggio di così si muore (1995)
- Simpatici & antipatici (1998)
- Cucciolo (1998)
- Incontri proibiti (1998)
- La cura del gorilla (2006)
- Fuoco su di me (2006)
- No problem (2008)
- Torno a vivere da solo (2008)
- Matrimonio a Parigi (2011)
- La peggior settimana della mia vita (2011)
- Il cuore grande delle ragazze (2011)
- Il principe abusivo (2013)
- Il crimine non va in pensione (2017)